# Zakliczyn
Zakliczyn – miasto i siedziba gminy Zakliczyn w powiecie tarnowskim (województwo małopolskie) na prawym brzegu Dunajca. Zakliczyn leży na Pogórzu Rożnowskim w dolinie (206–250 m n.p.m.) na płaskim, szerokim i otwartym w kierunku północnym terenie, między dolnymi biegami potoków Paleśnianka i Wolanka w otoczeniu zalesionych wzgórz o wysokości od 300 do 503 m n.p.m.
Zakliczyn jest ośrodkiem administracyjno-usługowym dla okolicznych miejscowości. W miejscowości znajduje się rozległy, drugi co do wielkości w województwie rynek (170 na 100 m) z odrestaurowanym ratuszem, otoczony kilkunastoma kamienicami (na pierzei wschodniej i południowej) i szeregową zabudową dwukondygnacyjną na dwóch pozostałych bokach. Z narożników rynku odchodzi 7 ulic o łańcuchowej zabudowie jednorodzinnej, która także zdecydowanie przeważa wokół pozostałych 20 ulic niegdyś „Białego Miasteczka”, zamieszkanego obecnie przez około 1700 mieszkańców.

## Historia
W latach 1557–1934 był miasteczkiem; lokację miejską, za sprawą Spytka Wawrzyńca Jordana, nadał mu w 1557 r. król Zygmunt II August. Prywatne miasto szlacheckie, własność kasztelanowej krakowskiej Anny z Sieniawskich Jordanowej, położone było w 1595 roku w powiecie sądeckim województwa krakowskiego. Z praw miejskich rajcowie miejscy zrezygnowali w 1934 r. W latach 1975–1998 Zakliczyn administracyjnie należał do woj. tarnowskiego. Pod koniec lipca 2005 Rada Ministrów podjęła decyzję o przywróceniu praw miejskich Zakliczynowi z dniem 1 stycznia 2006 roku.
Z Zakliczyna pochodził Mikołaj Jordan (słow. Mikuláš Jordán), od 19 lutego 1506 starosta spiski. Zygmunt Scypion Tarło, kasztelan sądecki, z grupą wybitniejszych osobistości pisał do papieża Grzegorza XV, aby pozwolił franciszkanom reformatom osiedlić się w Polsce. Gdy ci przybyli do kraju, jako pierwszy wystąpił w 1621 roku z propozycją wystawienia im klasztoru w Zakliczynie nad Dunajcem. Zakonnicy przybyli 19 czerwca 1622 roku wprowadzeni przez syna fundatora Andrzeja Tarłę. Pierwsze zabudowania klasztorne były drewniane. W latach 1645–1651 drugi syn fundatora, Zygmunt Aleksander Tarło, kasztelan przemyski, razem z żoną Elżbietą z Kostków (krewną św. Stanisława), polecił wystawić murowany kościół i klasztor pw. Matki Boskiej Anielskiej.
W czasie II wojny światowej Niemcy założyli w Zakliczynie getto żydowskie.

## Demografia
- Piramida wieku mieszkańców Zakliczyna w 2014 roku

## Zabytki

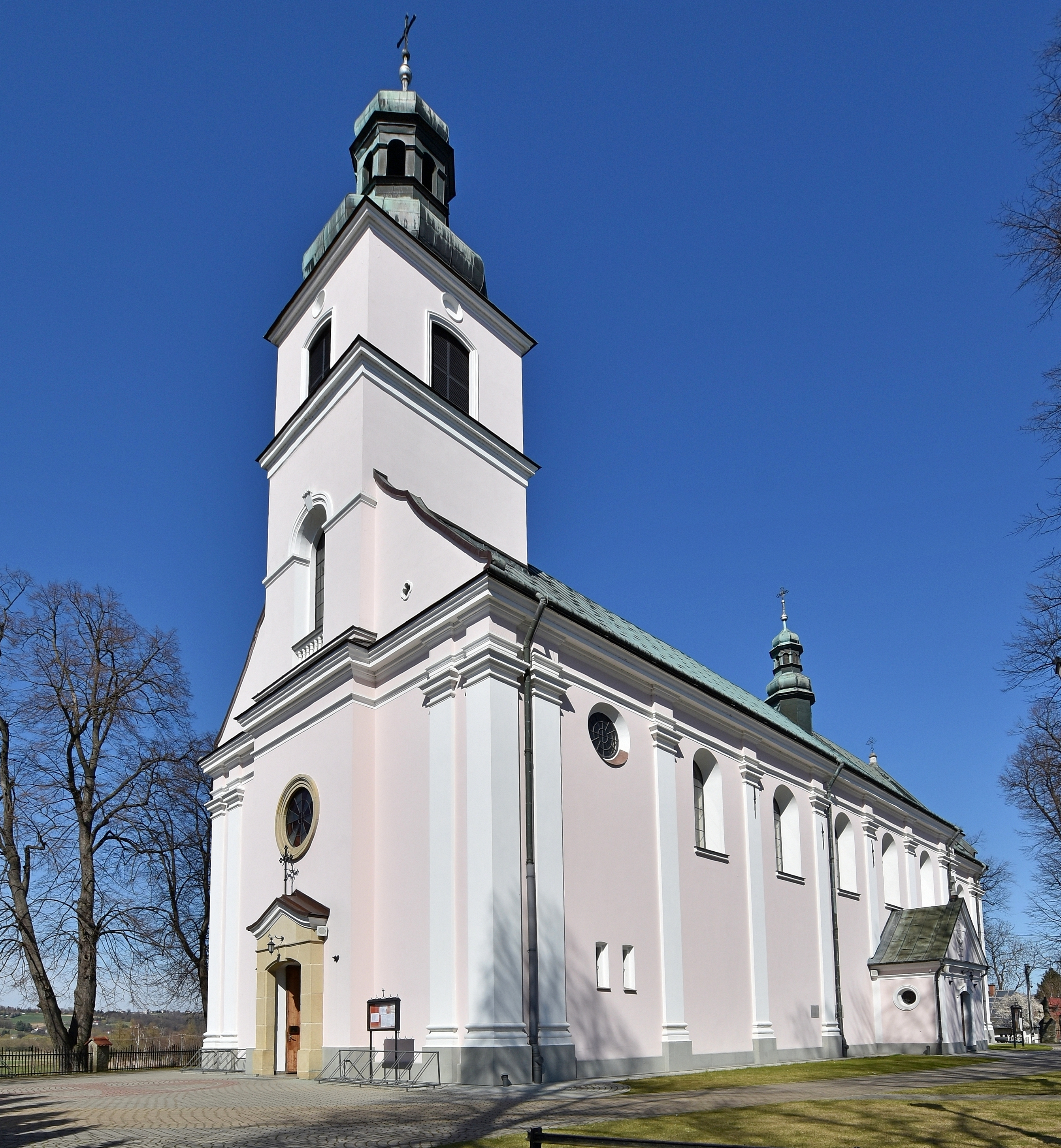
Kościół parafialny pw. św. Idziego Opata w Zakliczynie

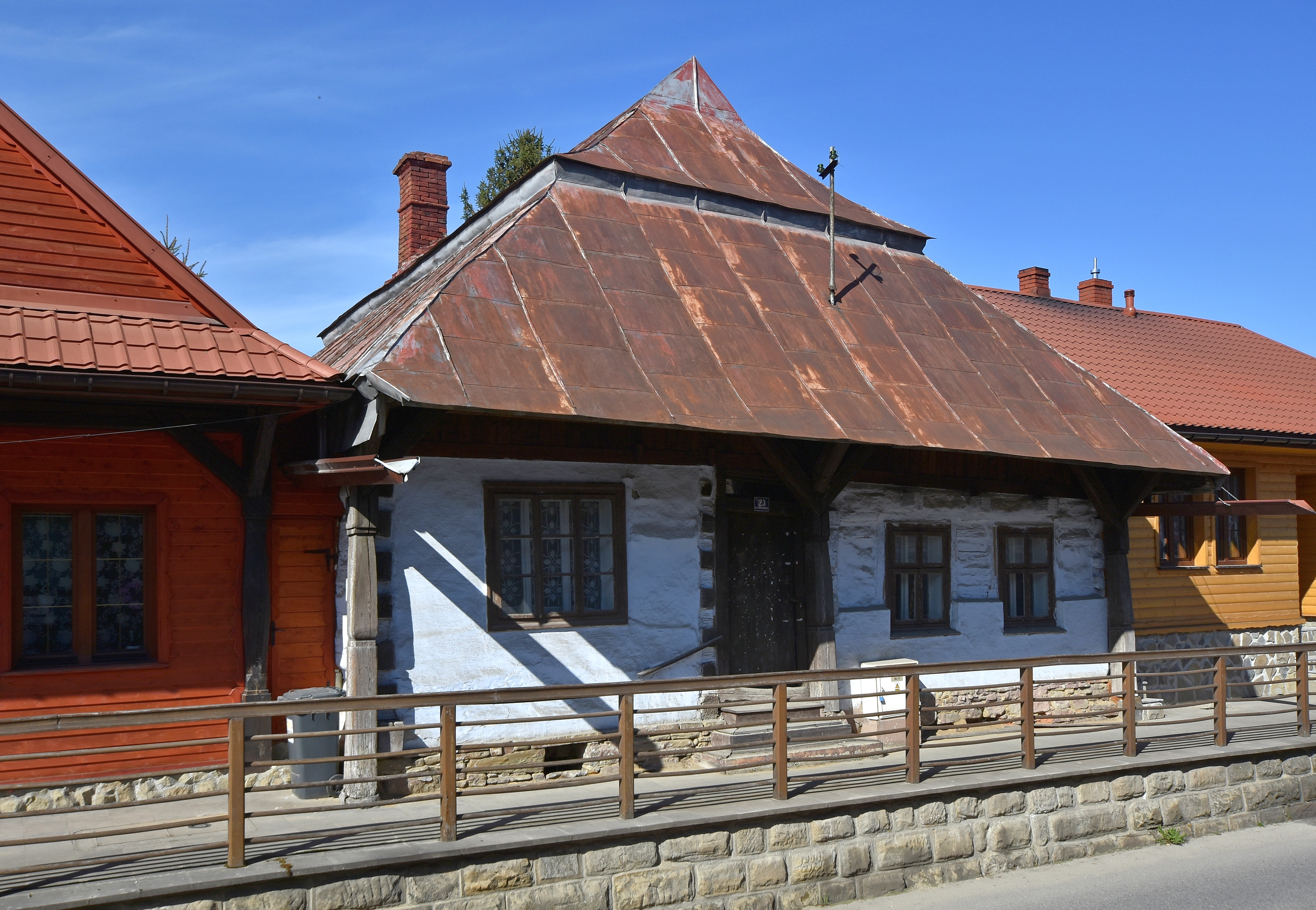
Zabytkowy dom na ulicy Adama Mickiewicza

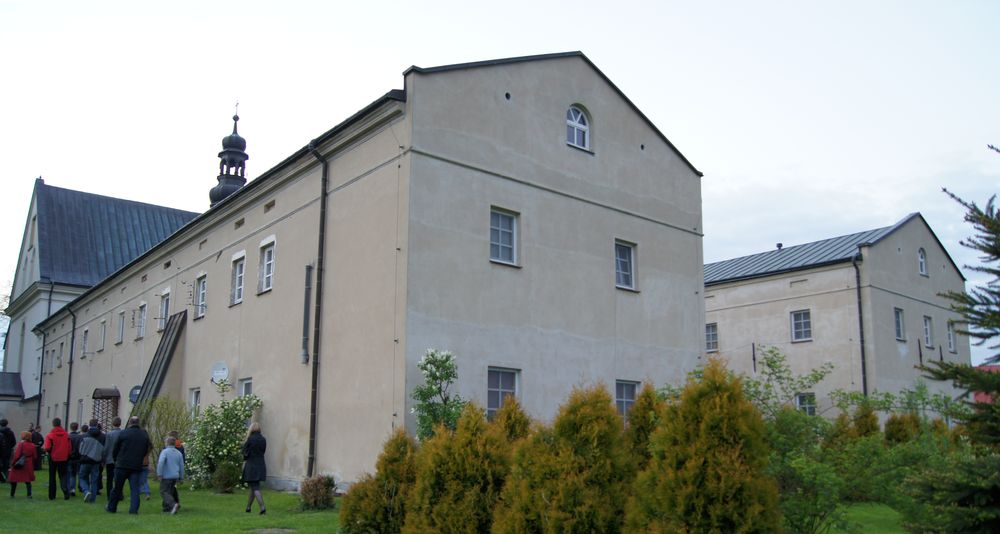
Zespół klasztorny reformatów

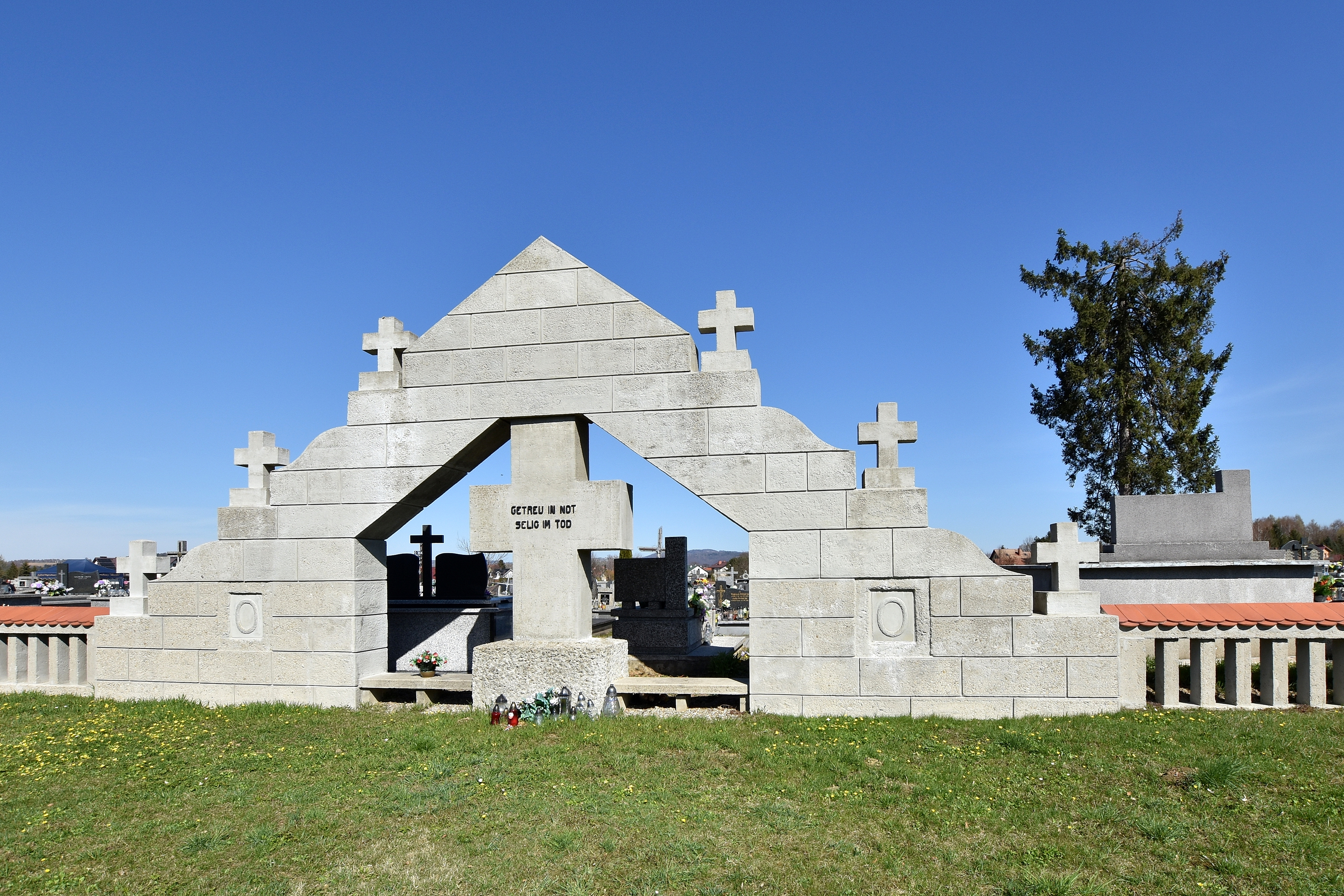
Cmentarz wojenny nr 294

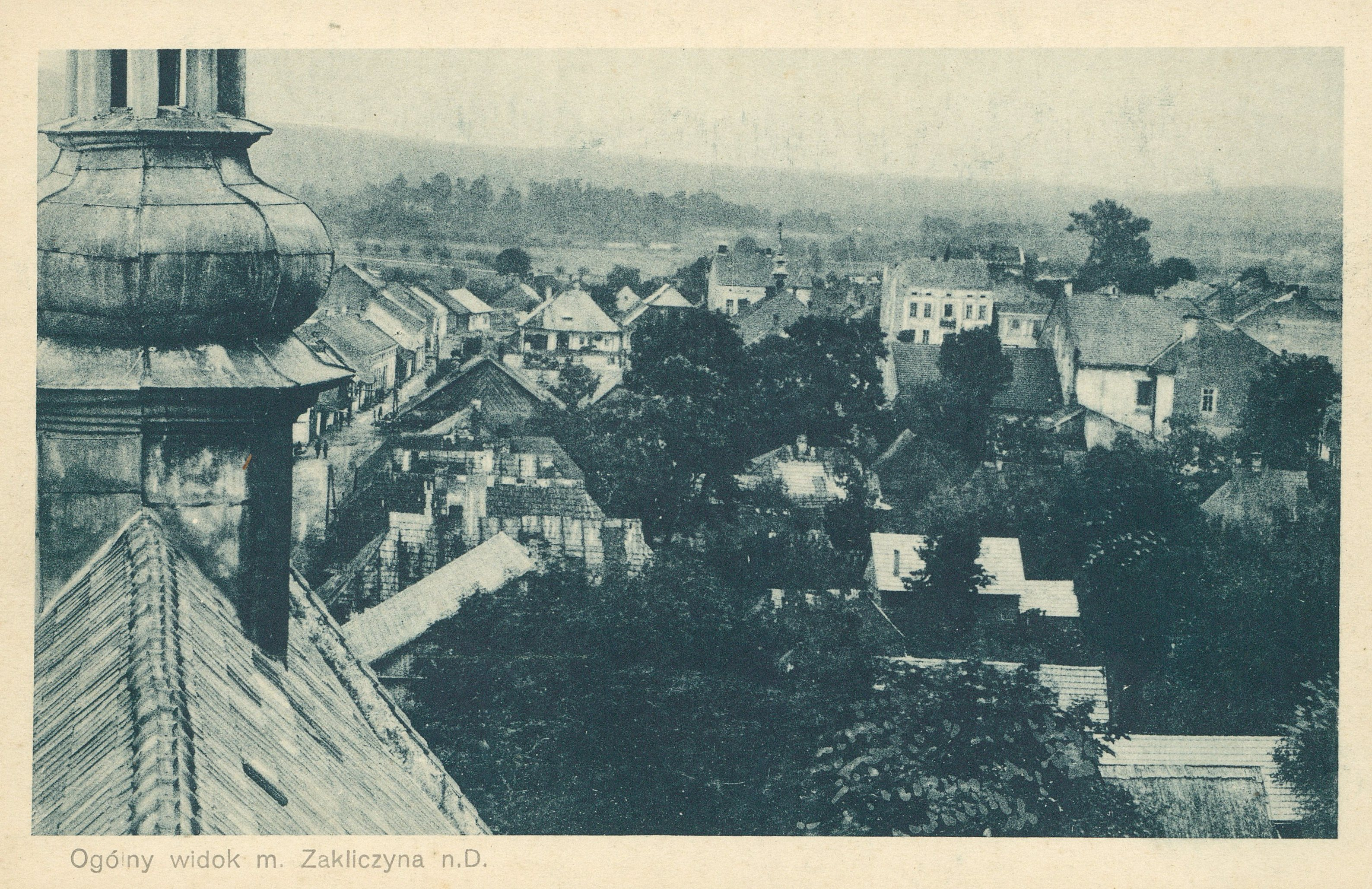
Widok z wieży kościelnej na Zakliczyn sprzed 1939

Do rejestru zabytków nieruchomych wpisane są obiekty:
- układ urbanistyczny, XVI–XIX w., nr rej.: A-21 z 9.09.1976. st. rej. nr 253 z 19.08.1948

Cechą Zakliczyna, która przez wieki nadawała miastu oryginalny charakter, była zabudowa drewnianymi, parterowymi domami o specyficznej konstrukcji przysłupowej, ze ścianami konstrukcji zrębowej, stawiane szczytami do drogi, zwieńczone dachami naczółkowymi z okapami wydatnie wysuniętymi nad chodniki. W domach tych cały ciężar dachów, pierwotnie krytych gontem, wspierał się nie na zrębie ścian, lecz na systemie owych słupów stawianych na zewnątrz budynku. Dzięki temu można było co jakiś czas łatwo wymieniać poszczególne belki w ścianach lub nawet zmieniać układ ścian bez naruszania więźby dachowej. Zabudowa taka dominowała w mieście w XVIII i XIX w., a szereg drewnianych domów z tamtych czasów można jeszcze zobaczyć przy Rynku oraz przy ul. Malczewskiego, Piłsudskiego, Różanej i Mickiewicza (w tym dom „Pod Wagą”). Większość z nich ma obecnie ściany bielone, otynkowane lub szalowane deskami, a dachy kryte eternitem, dachówką lub blachą. Niektóre nowo budowane domy świadomie nawiązują bryłą i szczegółem architektonicznym do zabudowy historycznej.
- kościół parafialny pw. św. Idziego z cmentarzem przykościelnym, 1739-68, nr rej.: A-316 z 22.11.1971, st. rej. nr 213 z 13.10.1947
- zespół klasztorny reformatów, poł. XVII–XIX w. (w którym przebywał pod koniec życia i zmarł w 1881 r. werbownik ochotników do powstania 1863 r., powstaniec, więzień, ks. Euzebiusz Teofil Chojnacki – ojciec Alojzy), w tym kościół parafialny pw. MB Anielskiej, z fundacji w latach 1645–1651 Zygmunta Aleksandra Tarły[9], nr rej.: A-317 z 22.11.1971, st. rej. nr 353 z 20.03.1934,
- cmentarz wojenny nr 293, 1915-16, nr rej.: A-135/M z 28.03.2008,
- cmentarz wojenny nr 294, 1915-16, nr rej. A-1172/M z 12.11.2009,
- ratusz, pocz. XIX w., nr rej.: A-270 z 25.10.1985,
- dom („Pod Wagą” w Zakliczynie), ul. Mickiewicza 23, drewn., 1763, nr rej.: A-271 z 25.10.1985,
- dom, ul. Mickiewicza 12, drewn., 1858, nr rej.: A-235 z 28.09.1981,
- dom (dawna szkoła parafialna), ul. Mickiewicza 35, drewn., 1817, nr rej.: A-361 z 6.10.1993.

## Sport
LKS Dunajec Zakliczyn – klub piłkarski z Zakliczyna w województwie małopolskim. Powstał w 1973 roku. Od sezonu 2008/2009 zespół seniorów klubu grał w V lidze tarnowsko-nowosądeckiej. W sezonie 2009/2010 zajął 2. miejsce w tabeli i ponownie – po 18 latach – uzyskał awans do IV ligi małopolskiej. Po rundzie jesiennej obecnego sezonu zajmuje 15. miejsce z dorobkiem 12 pkt. Klub posiada także drużyny młodzieżowe – juniorów młodszych i starszych, trampkarzy młodszych i starszych. Działa też przy nim zespół oldboyów. Trenerem seniorów Dunajca jest Wacław Maciosek. Prezesem – od lipca 2010 – Jacek Świderski. Trenerem juniorów – Mariusz Lasota. Szkoleniowcem trampkarzy – Łukasz Oświęcimski. Klub posiada własny stadion sportowy składający się z trzech boisk piłkarskich (głównego i 2 treningowych) oraz hali sportowej wraz z zapleczem. W październiku 2010 oddana do użytku została kryta trybuna na 366 miejsc.
Dwukrotnie (w czerwcu 2008 r. oraz w maju 2012 r.) w Zakliczynie odbyły się mistrzostwa Polski w podnoszeniu ciężarów mężczyzn.